# Luka Trgovčević
Luka Trgovčević (* 19. Mai 1992) ist ein serbischer Hürdenläufer, der sich auf die 110-Meter-Distanz spezialisiert hat.

## Sportliche Laufbahn
Erste internationale Erfahrungen sammelte Luka Trgovčević im Jahr 2019, als er bei den Halleneuropameisterschaften in Glasgow im 60-Meter-Hürdenlauf mit 8,00 s in der ersten Runde ausschied. Anfang September gewann er dann bei den Balkan-Meisterschaften in Prawez in 14,22 s die Silbermedaille über 110 m Hürden. Im Jahr darauf belegte er bei den Balkan-Hallenmeisterschaften in Istanbul in 7,99 s den vierten Platz und 2021 wurde er bei den Balkan-Hallenmeisterschaften ebendort in 8,01 s Achter, ehe er bei den Halleneuropameisterschaften in Toruń mit 7,91 s im Vorlauf ausschied. Ende Juni belegte er bei den Balkan-Meisterschaften im heimischen Smederevo in 13,94 s den fünften Platz. Im Jahr darauf gewann er bei den Balkan-Hallenmeisterschaften in Istanbul in 7,87 s die Bronzemedaille über 60 m Hürden hinter dem Rumänen Alin Anton und Mikdat Sevler aus der Türkei und schied anschließend bei den Hallenweltmeisterschaften in Belgrad mit 7,89 s in der ersten Runde aus. Im Juni gewann er bei den Balkan-Meisterschaften in Craiova in 14,00 s die Silbermedaille über 110 m Hürden hinter dem Türken Sevler. Anschließend schied er bei den Europameisterschaften in München mit 14,01 s im Vorlauf aus.
2023 schied er bei den Halleneuropameisterschaften in Istanbul mit 7,91 s in der ersten Runde über 60 m Hürden aus und im Jahr darauf gelangte er bei den Balkan-Hallenmeisterschaften ebendort mit 8,06 s auf den zwölften Platz. 2025 kam er bei den Balkan-Hallenmeisterschaften in Belgrad im Finale über 60 m nicht ins Ziel und schied anschließend bei den Hallenweltmeisterschaften in Nanjing mit 8,10 s in der ersten Runde aus.
In den Jahren 2019 und 2021 sowie 2022 und 2024 wurde Trgovčević serbischer Meister im 110-Meter-Hürdenlauf und von 2020 bis 2023 und 2025 wurde er Hallenmeister über 60 m Hürden.

## Persönliche Bestzeiten
- 110 m Hürden: 13,79 s (+0,4 m/s), 5. Juni 2021 in Kraljevo
  - 60 m Hürden (Halle): 7,81 s, 20. Februar 2022 in Bergamo